# Tel·lurobismutita
La tel·lurobismutita és un mineral de la classe dels sulfurs. Rep el seu nom per la seva composició, formada de tel·luri i bismut. Probablement formi part del grup de la tetradimita.

## Característiques
La tel·lurobismutita és un tel·lurur de fórmula química Bi₂Te₃. Cristal·litza en el sistema trigonal. La seva duresa a l'escala de Mohs es troba entre 1,5 i 2. Forma una sèrie de solució sòlida amb el tel·luroantimoni.
Segons la classificació de Nickel-Strunz, la tel·lurobismutita pertany a «02.DC - Sulfurs metàl·lics, amb variable proporció M:S» juntament amb els següents minerals: hedleyita, ikunolita, ingodita, joseïta-B, kawazulita, laitakarita, nevskita, paraguanajuatita, pilsenita, skippenita, sulfotsumoïta, tel·lurantimoni, tetradimita, tsumoïta, baksanita, joseïta-C, protojoseïta, sztrokayita, vihorlatita i tel·luronevskita.

## Formació i jaciments
Aquesta espècie ha estat descrita gràcies als exemplars trobats a tres localitats diferents: a la mina Mosnap, a la localitat de Skafså (Telemark, Noruega), a la mina Bily Field, a Dahlonega, al comtat de Lumpkin (Georgia, Estats Units), i a la mina Little Mildred, al districte de Sylvanita, al comtat d'Hidalgo (Nou Mèxic, Estats Units). Als territoris de parla catalana ha estat descrita a la mina Atrevida, a la localitat de Vimbodí (Conca de Barberà, província de Tarragona).